# International Emmy Awards 2012
La cerimonia della 40ª edizione dei International Emmy Awards (40th International Emmy Awards) si è tenuta il 19 novembre 2012 all'Hilton Hotel di New York.
Le candidature erano state annunciate a Cannes l'8 ottobre 2012.

## International Emmy Awards
Segue una lista delle categorie con i rispettivi candidati. I vincitori sono evidenziati in grassetto in cima all'elenco di ciascuna categoria.

### Miglior serie tv drammatica
- Braquo – Francia
- ICAC Investigators 2011 – Hong Kong
- The Kitchen Musical – Singapore
- The Slap – Australia
- The Social Leader – Argentina

### Miglior serie tv commedia
- The Invisible Woman – Brasile
- Absolutely Fabulous – Regno Unito
- Spy – Regno Unito
- What if? – Belgio

### Miglior miniserie o film tv
- Black Mirror – Regno Unito
- Early Autumn – Giappone
- The Good Men – Brasile
- L'Infiltré – Francia

### Miglior telenovela
- The Illusionist – Brasile
- The Fire of the Rose – Portogallo
- Holy Remedy – Portogallo
- Iron Daughters-in-Law – Corea del Sud

### Miglior attore
- Darío Grandinetti, per la sua interpretazione in Televisión por la Inclusión – Argentina
- Arthur Acuña, per la sua interpretazione in The Kitchen Musical – Singapore
- Jason Isaacs, per la sua interpretazione in Case Histories – Regno Unito
- Stein Winge, per la sua interpretazione in Norwegian Cozy – Norvegia
- Zhu Yawen, per la sua interpretazione in Flying Eagle – Cina

### Miglior attrice
- Cristina Banegas, per la sua interpretazione in Televisión por la Inclusión – Argentina
- Sidse Babett Knudsen, per la sua interpretazione in Government – Danimarca
- Rina Sa, per la sua interpretazione in Zhong Guo Di – Hong Kong
- Joanna Vanderham, per la sua interpretazione in The Runaway – Regno Unito

### Miglior programma artistico
- Songs of War – Germania
- All My Life - Cartola – Brasile
- Blue Man – Giappone
- Queen: Days of Our Lives – Regno Unito

### Miglior documentario
- Terry Pratchett: Choosing to Die – Regno Unito
- Across Land, Across Sea – Corea del Sud
- Hitler's Escape – Argentina
- Wettlauf Zum Südpol – Germania

### Miglior programma non sceneggiato
- The Amazing Race Australia – Australia
- The Challenger Muaythai – Singapore
- El Hormiguero – Spagna
- Planeta Extremo – Brasile

## Premi speciali
- Special Founders Award a Alan Alda, Norman Lear e Ryan Murphy
- Directorate Award a Kim In-Kyu